# Jose Kusugak
Jose Kusugak (2 de maio de 1950 - 18 ou 19 de janeiro de 2011) foi um político canadense da etnia inuíte.
Exerceu atividades profissionais na Canadian Broadcasting Corporation, na Inuit Broadcasting Corporation e tornou-se presidente da Nunavut Tunngavik Incorporated.